# Jean-Louis Flandrin
Jean-Louis Flandrin (* 4 de julio de 1931- † 8 de agosto de 2001) fue un historiador francés dedicado a temas acerca de la historia de la alimentación así como la historia de la familia. Sus trabajos en las materias de estudio han sido novedosos por haber indagado fuentes diversas (libros de cocina, proverbios, dichos, etc.). Sus estudios históricos se han centrado en gran medida en la Alta Edad Media. Es autor de numerosas publicaciones al respecto, siendo una de las más conocidas la historia culinaria. 

## Publicaciones
En la rama de especialización dedicada a temas de sexualidad y familia en los que Jean-Louis Flandrin publica:
- L'Église et le contrôle des naissances (1970)
- Les Amours paysannes XVI XIX siècles (1975)
- Familles - Parenté, maison, sexualité dans l'ancienne société (1976)
- Le Sexe et l'Occident (1981)
- Un temps pour embrasser (1983)

En la investigación relativa al gusto y las prácticas alimentarias:
- Histoire de l'alimentation (1996), obra colectiva que recopila además los trabajos de Massimo Montanari.[1]
- Tables d'hier, tables d'ailleurs
- "Fêtes gourmandes au Moyen Age", con  Carole Lambert (1998)
- Histoire et ethnologie du repas (1999)
- L'Ordre des mets (2002)